# Hay-on-Wye
Hay-on-Wye is een kleine plaats op de grens van Wales en Herefordshire, in het bestuurlijke en in het ceremoniële behouden graafschap Powys. Het oude grensstadje telt 1846 inwoners. Hay-on-Wye betekent 'omheind land aan de rivier Wye'. Het herbergt twee middeleeuwse kastelen uit de Normandische periode.
Het stadje is gelegen op de wandelroute Offa's Dyke Path. Het is vooral bekend geworden door zijn tweedehandsboeken. Er zijn sinds 1961 meer dan dertig boekwinkels gevestigd en ook in de openlucht zijn opstellingen om boeken te verkopen. Met recht kan worden gesproken van een boekenstad. Er gaan speciale bussen van Londen naar Hay-on-Wye vanwege de boeken. Hay-on-Wye heeft ook een stedenband met Redu.

## Micronatie
Op 1 april 1977 verklaarde boekenverkoper en eigenaar van het plaatselijke kasteel Richard Booth Hay-on-Wye onafhankelijk. Richard zelf werd koning (met een knipoog) en liet zich sindsdien King Richard Cœur de Livre noemen: koning Richard Boekenhart. Booth was ook de drijvende kracht achter het Hay Festival of Literature & Arts, dat sinds 1988 jaarlijks gehouden wordt.
De laatste jaren was Booth wat minder actief; zijn boekwinkel werd sinds 2009 geleid door Elizabeth Haycox. Het kasteel is in 2011 verkocht aan een stichting, die het gaat restaureren. Zelf woonde hij tot zijn dood in 2019 in het nabijgelegen dorp Cusop.

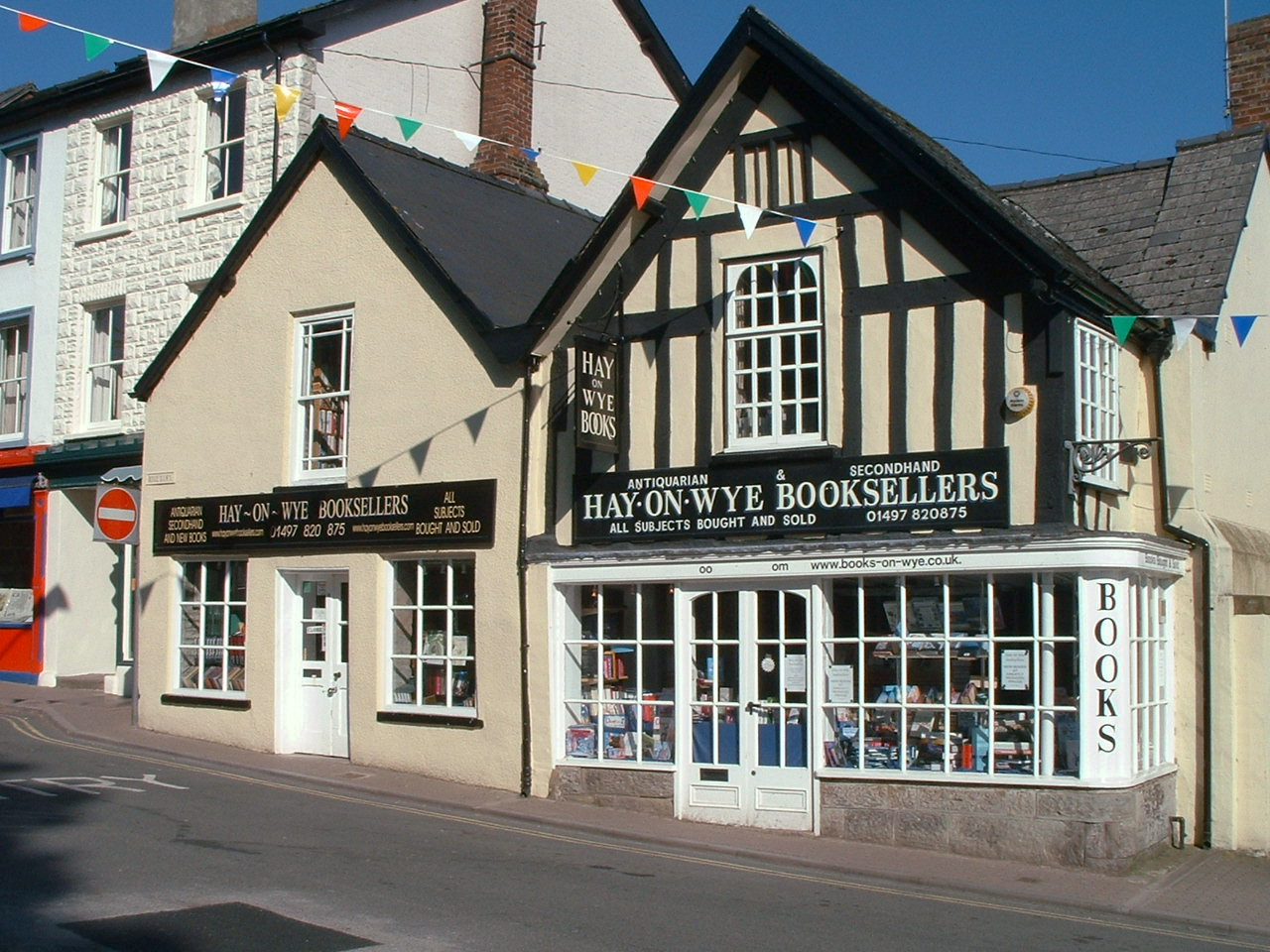
Overal boekwinkels, een dorp vol
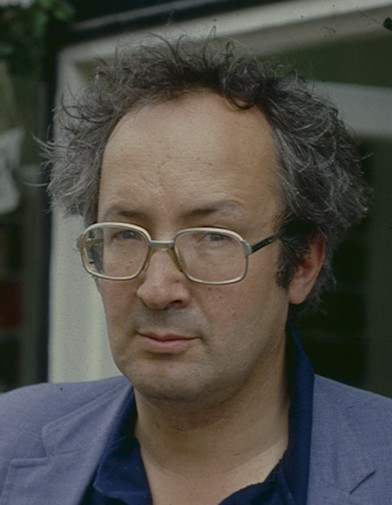
Richard Booth in 1984
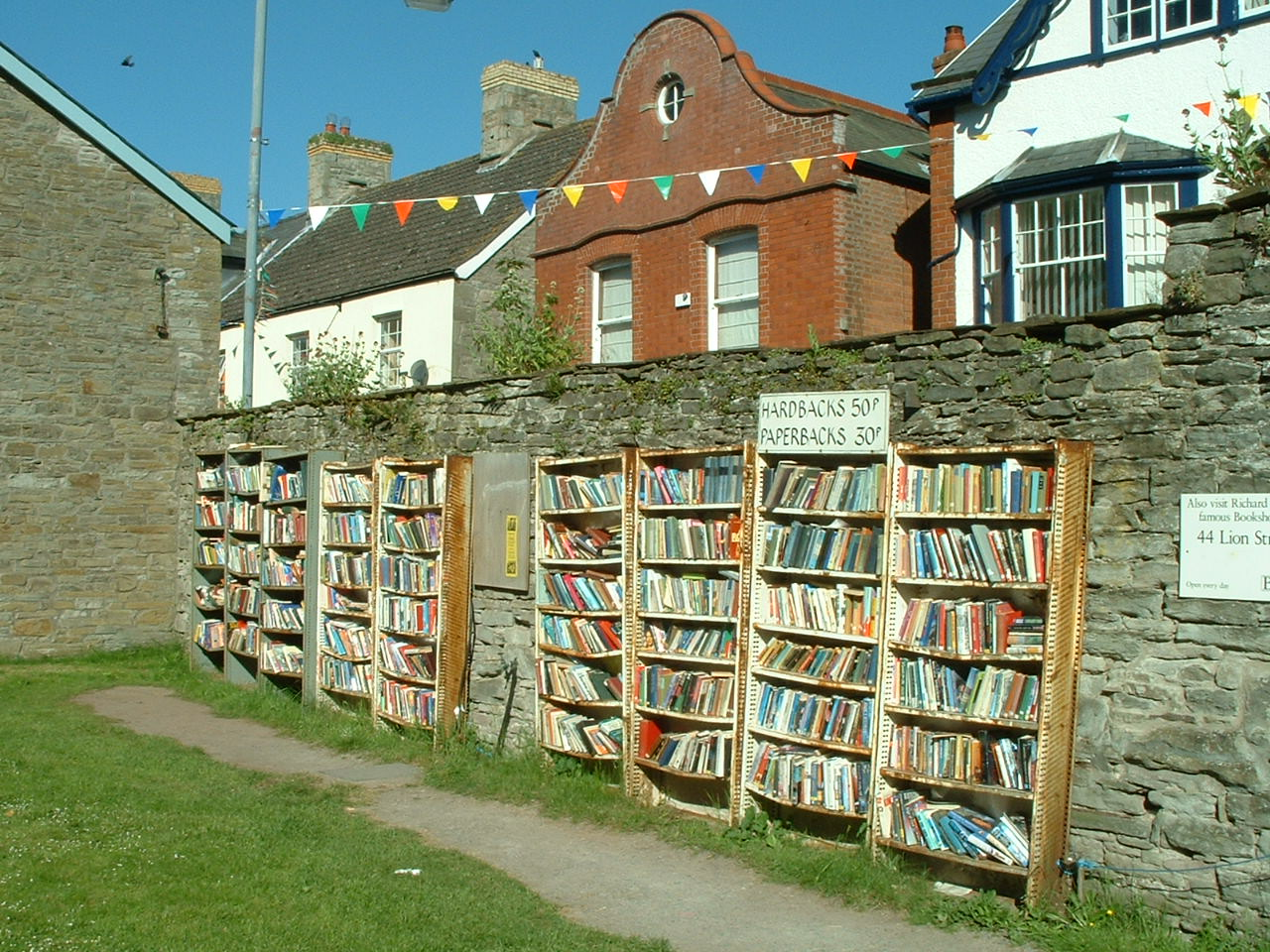
Boeken zover het oog reikt, óók in de openlucht
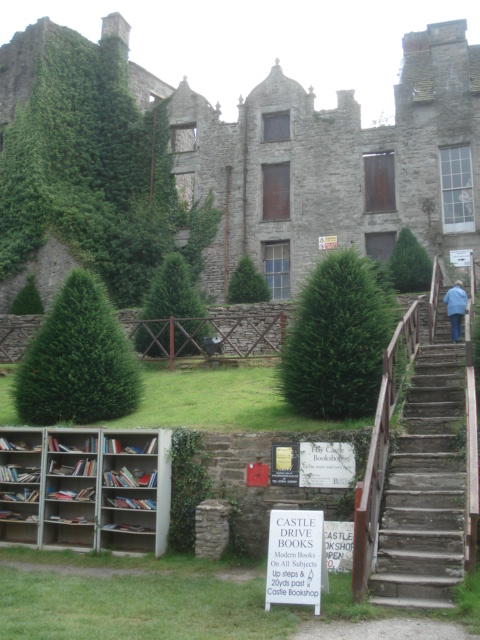
En bij het kasteel
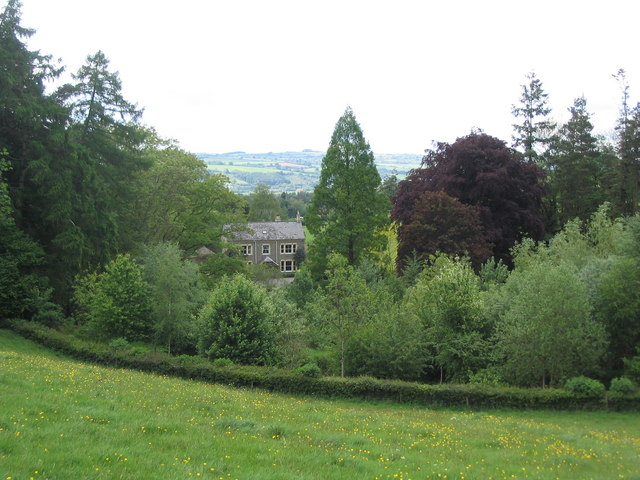
Cusop grens met Hay